# Sofie Larsson
Sofie Larsson (Malmö, Suecia, 1990) es una cantante sueca.
En 2002 ganó la primera edición del Lilla Melodifestivalen con el tema Superduperkillen con 108 puntos, (48 del jurado, 60 del público). Así pues, fue uno de los tres representantes suecos en el Nordic Melodi Grand Prix 2002, quedando en 6º lugar.
En el verano de 2006 emergió formando el dúo Lucky Twice junto a Hannah Reynold, y de la mano de los compositores de la también conocida September, con el sencillo Lucky consiguió un gran éxito en varios países europeos.